# Abby Van Winkle
Abby Marie Van Winkle (* 13. Oktober 1999 in Mission Viejo, Kalifornien) ist eine US-amerikanische Beachvolleyballspielerin.

## Karriere

### Karriere High School und Universität
Die in San Clemente aufgewachsene Sportlerin startete ihre Karriere an der Santa Margarita Catholic High School. Sie führte ihr Schulteam von 2014 bis 2016 zu drei Trinity League Championships in Folge. 2016 wurden die Eagles auch noch CIF Meister und Van Winkle ins Trinity All-League team berufen. In ihrem letzten Schuljahr verteidigte ihre Mannschaft den Titel. 2018 schrieb sich die im Orange County geborene Athletin an der University of California (UCLA) ein. Als Freshman hatte sie eine Bilanz von 29 Siegen in 34 Spielen. Mit Linda Sparks blieb sie in vier Begegnungen ungeschlagen, mit Zana Muno verlor sie fünfmal bei 25 Spielgewinnen. An der Seite dieser Partnerin sorgte sie mit einem Block für den letzten Punkt beim 3:0-Erfolg der Bruins im National Collegiate Athletic Association (NCAA) Finale gegen die topgesetzten USC Trojans. Mit Savvy Simo siegte sie 2020 auf Feld eins dreizehnmal bei nur zwei Niederlagen. In der folgenden Saison gelangen ihr 21 Siege in dreißig Partien, die meisten bestritt sie mit Lea Monkhouse. Zum zweiten Mal stand sie mit den Bruins im Endspiel der für den US-amerikanischen Hochschulsport bedeutendsten Non-Profit-Organisation. 2022 kamen vier siegreiche und eine verlorene Partie mit Rileigh Powers auf Platz zwei sowie 26 Spielgewinne und zehn Niederlagen mit Lexy Denaburg auf Platz eins hinzu. Die Leistungen dieses Duos wurden mit der Auszeichnung als AVCA All-American First Team belohnt. Die letzte Spielzeit an der Ausbildungsstätte endete für Van Winkle mit einer 35:7 Bilanz. Das ergab für ihre gesamte Hochschulkarriere 128 Siege und 34 Niederlagen. Die Studentin im letzten Jahr wurde zum zweiten Mal als AVCA All-American ausgewählt, jedoch diesmal gemeinsam mit Peri Brennan als Second Team. Mit ihrer zweiten Vizemeisterschaft der NCAA beendete sie ihr Studium.

### Karriere AVP und FIVB
Ab 2018 war die Kalifornierin bei der AVP Tour aktiv. Die ersten Teilnahmen mit verschiedenen Partnerinnen endeten meistens in der Qualifikation. Nur in Seattle 2019 mit Piper Monk-Heidrich sprang ein geteilter dreizehnter Platz heraus. Drei Jahre später kamen Top Zwölf Platzierungen mit Simo und Kendra VanZwieten dazu. Die erste Podiumsplatzierung erkämpfte Van Winkle 2023 mit Aurora Davis in Waupaca als Dritte. Als ständiges Duo sind jedoch die Kommilitoninnen aus Studienzeiten mit dem gleichen zweiten Vornamen seit 2024 im Einsatz in den Beacharenen der Erde. Mit Savvy wiederholte die Blockspielerin ihren dritten Rang aus dem Vorjahr in Wisconsin und siegte bei den Events der amerikanischen Beachserie in Denver und Virginia Beach sowie der Veranstaltung der NORCECA Tour in Varadero. Beim Challenge in Chennai wurden die beiden Siebte. Im Mai der folgenden Saison erreichten sie ihren bis zu diesem Zeitpunkt wertvollsten Erfolg bei der FIVB Tour. Beim gleichartigen Turnier in Xiamen standen sie nach überstandener Vorausscheidung und den Siegen über Alchin / Johnson sowie Deberg / Rodriguez im Pool D und den Erfolgen im Achtel- und Viertelfinale gegen Hodel / Kraft sowie Vieira / Chamereau zum ersten Mal in der Vorschlussrunde.

## Auszeichnungen
- 2018: AVCA First Team High School Beach All-American
- 2019: NCAA Championship All-Tournament Team
- 2022: AVCA All-American First Team
- 2023: AVCA All-American Second Team[2]

## Persönliches
Die Athletin hat zwei jüngere Schwestern. Tessa, die sich in ihrem letzten Studienjahr an der UCLA befindet (Stand: 2025) und unter anderem mit Jaden Whitmarsh spielte, und Audrey. Die Eltern sind Dave und Laurie Van Winkle. Die Mutter gewann mit den Bruins zwei nationale Meisterschaften im Hallenvolleyball. Großonkel Bob Ramsey siegte für die Universität im Wasserball und beim Schwimmen.